# منظمة كتاب بلا حدود
(كُتّاب بلا حدود) تأسست في مطلع عام 2005 ، وهي منظمة مدنية، غير حكومية. أسست لمساندة الجهود التي تبذل في الدفاع عن حرية العمل الصحفي والإعلامي وأعمال التأليف والترجمة وخطوة نحو تطويره.

## أساس المنظمة
- المادة 19 من الإعلان العالمي لحقوق الإنسان التي تنص على «أن لكل شخص الحق في حرية الرأي والتعبير، ويشمل هذا الحق حرية اعتناق الآراء دون أي تدخل، واستقاء الأنباء والأفكار وتلقيها وإذاعتها بأية وسيلة كانت دون تقيد بالحدود الجغرافية».
- قرار الجمعية العامة للأمم المتحدة [1] الذي ينص على أن:

«حرية المعلومات حق أساسي من حقوق الإنسان»، وبالقرار بشأن الإعلام في خدمة البشرية.
- القرار المؤتمر العام لمنظمة الأمم المتحدة للتربية والعلم والثقافة – اليونسكو - الذي يركز على تعزيز «حرية تداول الأفكار عن طريق الكلمة والصورة على الصعيدين الدولي والوطني».[3]
- القرار 304، الذي اعتمده المؤتمر العام لليونسكو في دورته السادسة والعشرين والذي يسلم بـ «أن الصحافة الحرة والمتعددة والمستقلة عنصر أساسي في كل مجتمع ديمقراطي»[4] ودعوة المدير العام إلى «أن يوسع نطاق التدابير المتخذة لتشمل مناطق العالم الأخـرى، لتشجيع حرية الصحافة وتعزيز استقلال وسائل الإعلام وتعدديتها».
- القرار الذي اعتمدته الجمعية العامة بشأن إعلان الثالث من مايو/ أيار يوما عالميا لحرية الصحافة.[5]

## أهداف المنظمة
- المنظمة، غطاء معنوي وقانوني يحمي الكاتب، مهما كانت قوميته أو انتماؤه أو أيدلوجيته أو جنسيته، وليست لها أي تأثير أو علاقة من بعيد أو قريب بإيمان الكاتب بمعتقد أو فكر ما، فهي تضم تحت مظلتها الكاتب بغض النظر عن معتقداته الفكرية والايديولوجية، شريطة ان لا تكون هذه المعتقدات عائقا في تواصل الكاتب مع الرأي الآخر، بل استعداده لتقبل الآخر من خلال الحوار واغناء التقارب المعرفي معه، أي إنها مظلة تحتضن الجميع، وتدافع عنهم.
- توفير تكنولوجيا المعلومات والتقنيات، والسعي لإنشاء بنك معلومات يوفر قاعدة معلوماتية للكُتّاب.
- العمل على ترسيخ برنامج «الحماية القانونية للكُتّاب» بتعميم الثقافة القانونية، وإنشاء وحدة مساعدة قانونية تقدم الاستشارات الوقائية المسبقة والدفاع عن الكُتّاب إذا تعرضوا للتوقيف أو المحاكمة، في قضايا تتعلق بكتاباتهم.
- إعداد الدراسات والنشرات المتعلقة بواقع الكتابة والإعلام والصحافة في الوطن العربي، والسعي إلى إنشاء مرصد للانتهاكات التي يتعرض لها الكُتّاب.
- زيادة وعي الكُتّاب بقضايا حقوق الإنسان وحرية التعبير، وتثقيفهم بالأسس والمعايير الدولية التي ترتكز عليها هذه المباديء ومن ضمنها المعاهدات والمواثيق الدولية ذات الشأن.

## تعهد المنظمة
- تتعهد المنظمة بالعمل على استهداف رصد انتهاكات حرية الكتابة والتعبير والتصدي لهذه الانتهاكات وإنشاء بنوك للمعلومات، وتقديم المشورة القانونية والمساعدة التقنية في مجال الحوسبة الإلكترونية والتكنولوجيات الجديدة للمعلومات والاتصال.

## رؤية المنظمة في حرية الصحافة
«إن الممارسة الصحفية السليمة هي أفضل ضمانة ضد القيود التي تفرضها الحكومات وضد الضغوط التي تمارسها مجموعات المصالح الخاصة.»
«إن وضع مبادئ توجيهية لمعايير الكتابة إنما يرجع إلى العاملين في مجال الكتابة، وأي محاولة لوضع معايير ومبادئ توجيهية ينبغي أن تنبع من الكُتّاب أنفسهم، كما يتعين إدخال المنازعات التي تكون وسائل الإعلام أو الكُتّاب أثناء ممارستهم لمهنتهم طرفا فيها، من اختصاص المحاكم التي ينبغي أن تنظر فيها وفقا للقوانين والإجراءات المدنية لا الجنائية»

## هوامش ومراجع
1. ↑  قرار الجمعية العامة للأمم المتحدة 59 -د-1- المؤرخ 14 ديسمبر/ كانون الأول 1946.
2. ↑  قرار الجمعية العامة للأمم المتحدة 45/76، "ألف"، المؤرخ ديسمبر/ كانون الأول 1990.
3. ↑  قرار المؤتمر العام لمنظمة الأمم المتحدة للتربية والعلم والثقافة – اليونسكو - رقم 104 الذي اعتمد في دورته الخامسة والعشرين عام 1989.
4. ↑  قرار المؤتمر العام لليونسكو رقم 304 الذي اعتمده في دورته السادسة والعشرين .
5. ↑  القرار الجمعية العامة الذي اعتمد بتاريخ 20 ديسمبر/ كانون الأول1993 .
6. ↑  صفحة المنظمة على الشبكة العربية لحقوق الإنسان نسخة محفوظة 14 مارس 2016 على موقع واي باك مشين.